# حاج تقي
حاج تقي (بالفارسية: حاجی تقی) هي مستوطنة تقع في قسم تيتكانلو الريفي في إيران. يقدر عدد سكانها بـ 882 نسمة .